# Charles Snoy
Charles Marie Ghislain Snoy (Temse, 18 mei 1823 - Grasse, 19 februari 1908) was een Belgisch volksvertegenwoordiger.

## Biografie

### Familie
Baron Charles Snoy was een telg uit de familie Snoy. Hij was de jongste van de zes kinderen van baron Idesbalde Snoy d'Oppuers, senator, en Joséphine Cornet de Grez. Hij trouwde in 1843 in Parijs met Claire de La Croix de Chevrière de Sayve (1821-1894). Ze kregen drie zoons en een dochter.
- Raoul Snoy (1846-1919), cavaleriekolonel en vleugeladjudant van de koningen Leopold II en Albert I, trouwde in 1881 in Vielsalm met Eugénie Desmanet de Biesme (1861-1923), kleindochter van burggraaf Pierre-Charles Desmanet de Biesme. Het huwelijk bleef kinderloos.
- Maurice Snoy (1847-1912), directeur-generaal van de wereldtentoonstelling van 1897, trouwde in 1875 in Brussel met Hélène de Woelmont (1853-1923). Ze kregen een zoon en twee dochters, met afstammelingen tot heden.

Hij was een schoonbroer van graaf Ferdinand Cornet de Grez d'Elzius (1797-1869), burgemeester van Dworp, lid van de Tweede Kamer, lid van het Nationaal Congres en volksvertegenwoordiger, Louis du Couëdic de Kergoaler, Frans politicus, en Léon de Robiano, burgemeester van Kasteelbrakel en senator.

### Loopbaan
Hij was provincieraadslid van Brabant van 1854 tot 1857. In dat laatste jaar werd hij verkozen tot katholiek volksvertegenwoordiger voor het arrondissement Nijvel en vervulde dit mandaat van 5 maart tot 10 december 1857. Hij werd opnieuw verkozen in 1859 en bleef volksvertegenwoordiger tot in 1868. Hij werd een derde maal verkozen in 1870 en bleef zetelen tot in 1876.
Hij was nauw betrokken bij de landbouw en was:
- voorzitter van de Landbouwvereniging van Nijvel,
- lid van de Landbouwvereniging van Brabant,
- lid van de toezichtsraad van het Landbouwinstituut van Gembloux.

Hij was ook actief in de industriële wereld en was bestuurder van:
- Construction de Tubize,
- Banque de l'Union, Brussel,
- Union du crédit d'Anvers,
- Spoorweg van Lokeren naar de Nederlandse grens via Zelzate,
- Explotatiemaatschappij van spoorwegen,
- Maatschappij voor de bouw van spoorwegen,
- Assurances générales tegen brand.